# 聖母訪親女修會教堂

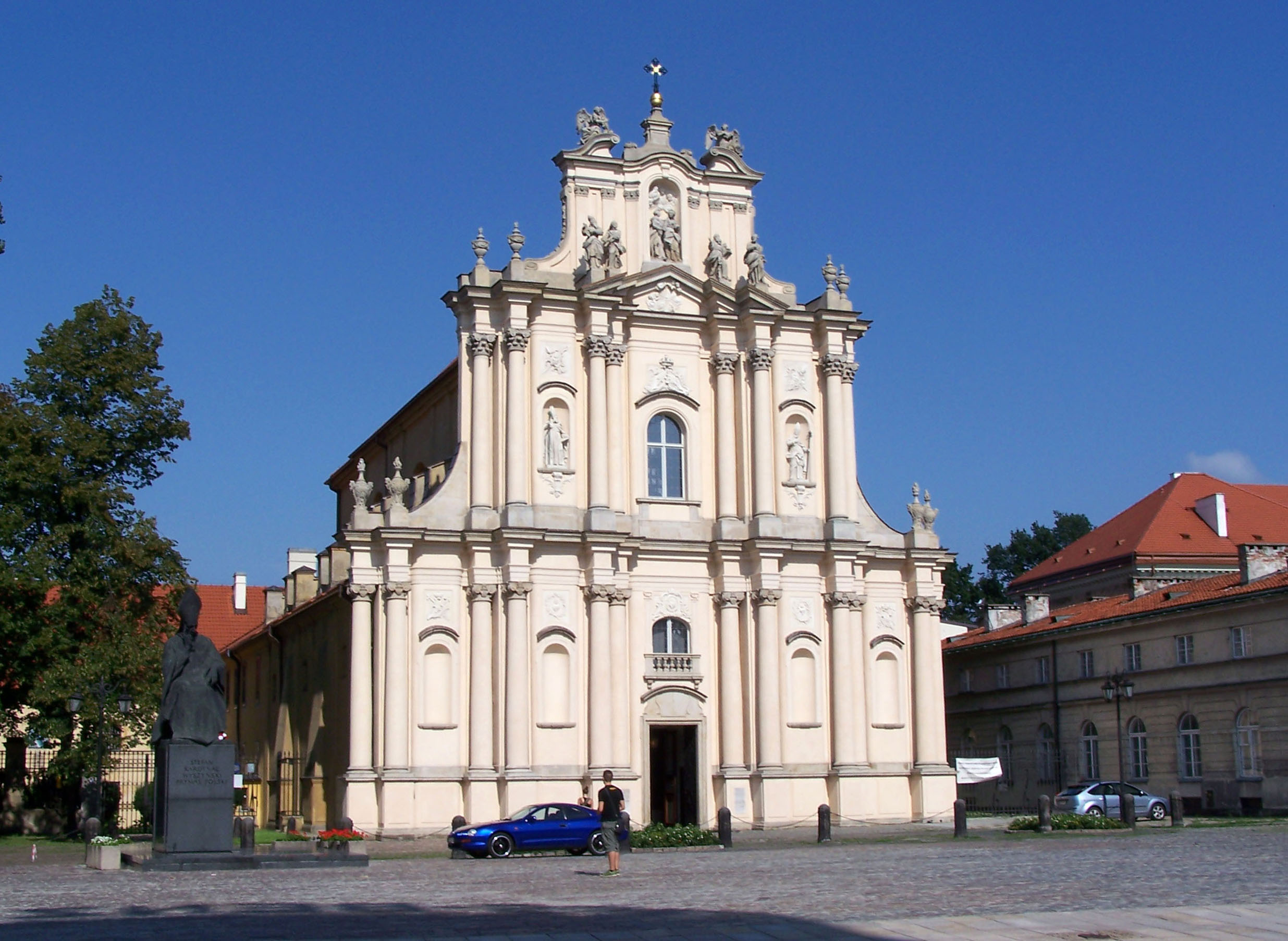
聖母訪親女修會教堂

聖母訪親女修會教堂（波蘭語：Kościół Opieki św. Józefa w Warszawie）是波蘭首都華沙的一座羅馬天主教教堂。位於克拉科夫郊區街34號。此教堂是華沙具代表性的洛可可式建築風格教堂。此教堂開工於1664年，竣工於1761年。

## 外部連結
- Church of St. Joseph in sztuka.net

52°14′28″N 21°1′03″E / 52.24111°N 21.01750°E